# Тереза Кароліна Жевуська
Тер́еза Карол́іна Жеву́ська, у шлюбі Радзиві́лл (пол. Teresa Karolina Radziwiłł; 1742 — 3 травня 1784, Білий Камінь) — польсько-українська аристократка, донька Вацлава Петра Жевуського з Підгорецького замку і Анни Жевуської, сестри Станіслава Фердинанда, Северина та Людвіки Марії Жевуських.
В першому шлюбі — дружина князя Кароля Станіслава «Пане коханку» Радзивілла (1734—1790). Одружилися 8 квітня 1764 року. Тереза Кароліна переїхала до Білого Каменю і узялась панувати у маєтку Радзивілла. Князь отримав докази негідної поведінки Терези Кароліни, які допомогли йому добитися розлучення на своїх умовах. Процес розлучення тривав близько 10 років. Шлюб був остаточно анульований 21 листопада 1789 року. Аліментів Тереза Кароліна не отримала: через рік її колишній чоловік помер, увесь його спадок перейшов племіннику Домініку Ієроніму Радзивіллу. У другому шлюбі — з Феліксом Хобжинським, капітаном Варшавського герцогства (після 1712—1772). За свідченням Розалії Жевуської, останні роки вона прожила на самоті у Білому Камені, тут і померла. Дітей не мала.